# Kleine Isar (Landshut)
Als Kleine Isar wird ein Nebenarm der Isar im Stadtgebiet von Landshut bezeichnet.

## Lage
Die Kleine Isar zweigt am Ludwigswehr bei Flusskilometer 74,85 linksseitig von der Isar ab und läuft dieser ungefähr parallel in Richtung Nordosten. Sie nimmt von links und Westen erst den Hammerbach, dann die Pfettrach auf, welche in der Flutmulde der Isar läuft, und vereint sich dann nach etwa 3600 Metern am Isarspitz bei Flusskilometer 71,25 wieder mit dem Hauptfluss, und mündet dort in den Stausee Altheim.

## Geographie
Die Inseln zwischen der rechtsseitigen Isar und der linksseitigen Kleinen Isar sind die Mühleninsel, die Hammerinsel und Mitterwöhr. Die drei Inseln erscheinen auf der Karte als eine langgestreckte Insel zwischen den beiden Isararmen, sind aber durch schmale Wasserläufe voneinander getrennt. Ein Wasserlauf unmittelbar östlich vom Johann-Weiß-Weg, der von der Großen Isar auf der Höhe des Maxwehrs nach links nördlich abzweigt und sich nach dem Kraftwerk Gerlmühle mit der Kleinen Isar vereinigt, trennt Mühleninsel und Mitterwöhr.